# Nowy Kromolin
Nowy Kromolin [pronunciación en polaco: /ˈnɔvɨ krɔˈmɔlʲin/] es un pueblo ubicado en el distrito administrativo de Gmina Szadek, dentro del Condado de Zduńska Wola, Voivodato de Łódź, en Polonia central. Se encuentra aproximadamente a 4 kilómetros al suroeste de Szadek, a  10 kilómetros al norte de Zduńska Wola, y a 38 kilómetros al oeste de la capital regional Łódź.
El pueblo tiene una población de 60 habitantes.